# Landesliga
Landesliga es una categoría del fútbol alemán que se disputa en algunos estados asociados del sistema de ligas de fútbol alemán.
En los estados de Baviera, Sajonia, Turingia, Bremen, Baja Sajonia y Hamburgo, la Landesliga está situada justo por debajo de la Oberliga y son prácticamente, el sexto nivel del fútbol alemán. La razón de esto es que los estados de Baviera, Hamburgo, Baja Sajonia y Bremen son los únicos lugares en Alemania donde el Estado federado y la Organización paraguas son geográficamente lo mismo, mientras que los otros dos estados simplemente decidieron llamar a sus ligas Landesliga en el año de 1990. En las regiones del Medio Rin y del Bajo Rin del estado de Renania del Norte-Westfalia también llamaron sus ligas así en el año 2012, siendo el sexto nivel.
En los estados de Baden-Württemberg, Renania-Palatinado (sólo en la región suroeste), Renania del Norte-Westfalia (Westfalia), Mecklemburgo-Pomerania Occidental, Brandeburgo, Sajonia-Anhalt y Berlín, la Landesliga es el séptimo nivel, por debajo de la Verbandsliga y en el estado del Sarre, las Landesligas ocupan el octavo nivel.
Normalmente, en cada estado, las Landesligas se dividen en diferentes reles o "divisiones". En Baviera, la Landesliga se divide en cinco divisiones: Suroeste, Sureste, Centro, Noroeste y Noreste. En Sajonia, Bremen y Turingia la Landesliga se disputa en una sola división regional. En Hamburgo se compone de dos divisiones regionales. 
En el año 2017,el estado de Schleswig-Holstein introdujo la Landesliga en la sexta división, dejando a Hesse como el único estado alemán que no tiene Landesliga. La región de Renania-Palatinado también funciona sin esta liga.  
En los estados de Brandeburgo, Mecklemburgo-Pomerania Occidental, Sajonia, Sajonia-Anhalt y Turingia, la liga está por debajo de las Landesklasse.  en el 2017, Mecklemburgo-Pomerania Occidental redujo el número de Landesligas y Landesklasses a 2 y 4 divisiones respectivamente, pero las revirtió temporalmente a 3 y 5 divisiones durante dos temporadas en el año 2020.

## Ligas

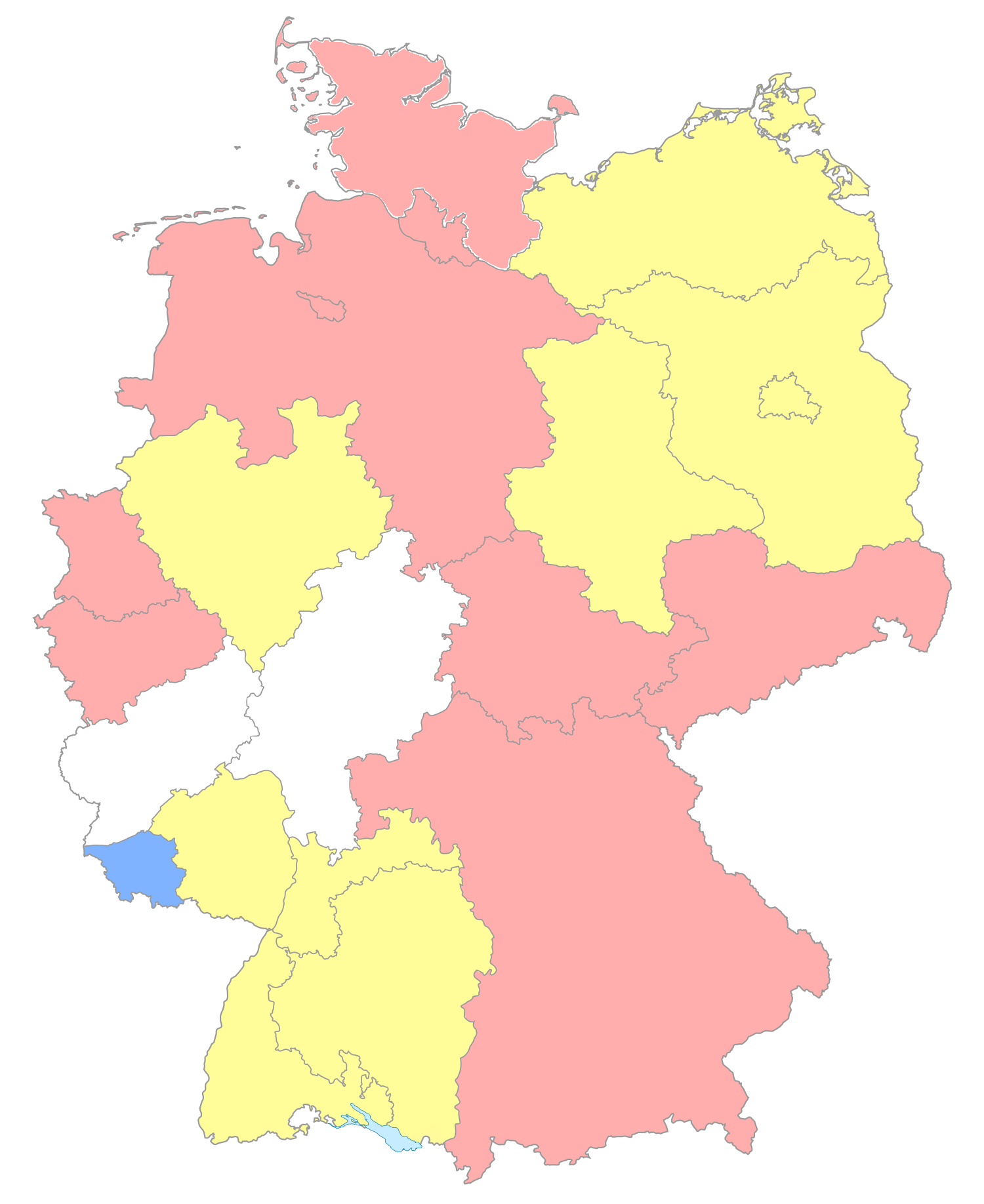
Las Landesligas: sexto nivel (rojo) séptimo nivel (amarillo) y octavo nivel (azul) áreas donde no existe las Landesligas (blanco).

### Sexto nivel
De las 69 Landesligas de Alemania, 20 pertenecen al sexto nivel del sistema de ligas del fútbol alemán, y son:
| Liga                                                                       | Estado                      | Región                   | Ascenso a                   | Descenso a |
| -------------------------------------------------------------------------- | --------------------------- | ------------------------ | --------------------------- | --- |
| Sachsenliga                                                                | Sajonia                     | Sajonia                  | NOFV-Oberliga Süd           | Landesklasse Mitte Landesklasse Nord Landesklasse Süd Landesklasse West                                                 |
| Thüringenliga                                                              | Turingia                    | Turingia                 | NOFV-Oberliga Süd           | Landesklasse Nord Landesklasse Ost Landesklasse Süd                                                                     |
| Landesliga Bayern-Südwest                                                  | Baviera                     | Suroeste                 | Bayernliga                  | Bezirksliga |
| Landesliga Bayern-Südost                                                   | Baviera                     | Sureste                  | Bayernliga                  | Bezirksliga |
| Landesliga Bayern-Mitte                                                    | Baviera                     | Centro                   | Bayernliga                  | Bezirksliga |
| Landesliga Bayern-Nordwest                                                 | Baviera                     | Noroeste                 | Bayernliga                  | Bezirksliga |
| Landesliga Bayern-Nordost                                                  | Baviera                     | Noreste                  | Bayernliga                  | Bezirksliga |
| Landesliga Bremen                                                          | Bremen                      | Bremen                   | Bremen-Liga                 | Bezirksliga Bremen Bezirksliga Bremerhaven                                                                              |
| Landesliga Hamburg-Hammonia                                                | Hamburgo                    | Hamburgo                 | Oberliga Hamburgo           | Bezirksliga Nord Bezirksliga Ost Bezirksliga Süd Bezirksliga West                                                       |
| Landesliga Hamburg-Hansa                                                   | Hamburgo                    | Hamburgo                 | Oberliga Hamburgo           | Bezirksliga Nord Bezirksliga Ost Bezirksliga Süd Bezirksliga West                                                       |
| Landesliga Niederrhein 1 Landesliga Niederrhein 2 Landesliga Niederrhein 3 | Renania del Norte-Westfalia | Baja Renania             | Oberliga Niederrhein        | Bezirksliga |
| Landesliga Mittelrhein 1 Landesliga Mittelrhein 2                          | Renania del Norte-Westfalia | Renania Media            | Oberliga Mittelrhein        | Bezirksliga |
| Landesliga Braunschweig                                                    | Baja Sajonia                | Braunschweig             | Niedersachsenliga           | Bezirksliga Braunschweig 1 Bezirksliga Braunschweig 2 Bezirksliga Braunschweig 3 Bezirksliga Braunschweig 4             |
| Landesliga Hannover                                                        | Baja Sajonia                | Hannover                 | Niedersachsenliga           | Bezirksliga Hannover 1 Bezirksliga Hannover 2 Bezirksliga Hannover 3 Bezirksliga Hannover 4                             |
| Landesliga Lüneburg                                                        | Baja Sajonia                | Lüneburg                 | Niedersachsenliga           | Bezirksliga Lüneburg 1 Bezirksliga Lüneburg 2 Bezirksliga Lüneburg 3 Bezirksliga Lüneburg 4                             |
| Landesliga Weser-Ems                                                       | Baja Sajonia                | Weser-Ems                | Niedersachsenliga           | Bezirksliga Weser-Ems 1 Bezirksliga Weser-Ems 2 Bezirksliga Weser-Ems 3 Bezirksliga Weser-Ems 4 Bezirksliga Weser-Ems 5 |
| Landesliga Schleswig-Holstein                                              | Schleswig-Holstein          | Schleswig Holstn Medioin | Oberliga Schleswig-Holstein | Verbandsliga Nord Verbandsliga Ost Verbandsliga Süd-West Verbandsliga Süd-Ost Verbandsliga West                         |

Las Landesligas de Turingia y Sajonia tienen una denominación única, ya que todas las demás ligas de este nivel en Alemania llevan el nombre de Verbandsliga. Esto se hizo así simplemente por elección de las asociaciones de fútbol locales de Sajonia y Turingia y el nombre podría cambiarse a Verbandsliga si así lo deseaban. Sin embargo, Baviera no tiene esta opción, ya que sus Landesligas no son las ligas más importantes de la Verband. Esta posición la tienen las Oberligas en este estado.

### Séptimo nivel
Además de los estados mencionados anteriormente, también existen Landesligas en los estados de Baden-Württemberg, Renania-Palatinado (sólo en la parte suroeste), Renania del Norte-Westfalia (Westfalia), Mecklemburgo-Pomerania Occidental, Brandeburgo, Sajonia-Anhalt, Berlín y como Landesklasse, en Sajonia y Turingia como ligas de nivel siete, por debajo de las Verbandsligas
| Ligas                                                                                               | Estados                           | Región                            | Ascenso a                           | Descenso a    |
| --------------------------------------------------------------------------------------------------- | --------------------------------- | --------------------------------- | ----------------------------------- | ------------- |
| Landesliga Württemberg 1 Landesliga Württemberg 2 Landesliga Württemberg 3 Landesliga Württemberg 4 | Baden-Wurtemberg                  | Wurtemberg                        | Verbandsliga Württemberg            | Bezirksliga   |
| Landesliga Mittelbaden Landesliga Odenwald Landesliga Rhein/Neckar                                  | Baden-Wurtemberg                  | Baden (Norte)                     | Verbandsliga Baden                  | Kreisliga     |
| Landesliga Südbaden 1 Landesliga Südbaden 2 Landesliga Südbaden 3                                   | Baden-Wurtemberg                  | Baden (Sur)                       | Verbandsliga Südbaden               | Bezirksliga   |
| Landesliga Südwest Ost Landesliga Südwest West                                                      | Renania-Palatinado                | Suroeste                          | Verbandsliga Südwest                | Bezirksliga   |
| Landesliga Westfalen 1 Landesliga Westfalen 2 Landesliga Westfalen 3 Landesliga Westfalen 4         | Renania del Norte-Westfalia       | Westfalia                         | Westfalenliga 1 Westfalenliga 2     | Bezirksliga   |
| Landesliga Mecklenburg-Vorpommern-Ost Landesliga Mecklenburg-Vorpommern-West                        | Mecklemburgo-Pomerania Occidental | Mecklemburgo-Pomerania Occidental | Verbandsliga Mecklenburg-Vorpommern | Landesklasse  |
| Landesliga Brandenburg-Nord Landesliga Brandenburg-Süd                                              | Brandenburgo                      | Brandenburgo                      | Brandenburg-Liga                    | Landesklasse  |
| Landesliga Sachsen-Anhalt-Nord Landesliga Sachsen-Anhalt-Mitte Landesliga Sachsen-Anhalt-Süd        | Sajonia-Anhalt                    | Sajonia-Anhalt                    | Verbandsliga Sachsen-Anhalt         | Landesklasse  |
| Landesliga Berlin 1 Landesliga Berlin 2                                                             | Berlín                            | Berlín                            | Berlin-Liga                         | Bezirksliga   |
| Landesklasse Mitte Landesklasse Nord Landesklasse Ost Landesklasse West                             | Sajonia                           | Sajonia                           | Sachsenliga                         | Kreisoberliga |
| Landesklasse Thüringen 1 Landesklasse Thüringen 2 Landesklasse Thüringen 3                          | Turingia                          | Turingia                          | Thüringenliga                       | Kreisoberliga |

### Octavo nivel
De manera única, en el estado del Sarre las Landesligas constituyen el octavo nivel de su sistema de liga; en Brandeburgo, Mecklemburgo-Pomerania Occidental y Sajonia-Anhalt el nivel equivalente es la Landesklasse.
| Ligas | Estado                            | Región                            | Ascenso a                                                   | Descenso a    |
| --- | --------------------------------- | --------------------------------- | ----------------------------------------------------------- | ------------- |
| Landesliga Nord Landesliga Ost Landesliga Süd Landesliga West                                            | Sarre                             | Sarre                             | Verbandsliga Saarland Nordost Verbandsliga Saarland Südwest | Bezirksliga   |
| Landesklasse Nord Landesklasse Ost Landesklasse Süd Landesklasse West                                    | Brandenburgo                      | Brandenburgo                      | Landesliga                                                  | Kreisoberliga |
| Landesklasse 1 Landesklasse 2 Landesklasse 3 Landesklasse 4                                              | Mecklemburgo-Pomerania Occidental | Mecklemburgo-Pomerania Occidental | Landesliga                                                  | Kreisoberliga |
| Landesklasse 1 Landesklasse 2 Landesklasse 3 Landesklasse 4 Landesklasse 5 Landesklasse 6 Landesklasse 7 | Sajonia-Anhalt                    | Sajonia-Anhalt                    | Landesliga                                                  | Kreisoberliga |